# 10 South LaSalle
10 South LaSalle, voorheen bekend als het Chemical Plaza, het Manufacturers Hanover Plaza, Ten South LaSalle en Chase Plaza, is een wolkenkrabber in Chicago, Verenigde Staten. De bouw van kantoortoren, die staat aan 10 South LaSalle Street, werd in 1986 voltooid.

## Ontwerp
10 South LaSalle is 152,71 meter hoog, telt 37 verdiepingen en heeft een totale oppervlakte van 68.156 vierkante meter. Het is door Moriyama & Teshima Architects in modernistische stijl ontworpen en bevat naast kantoren ook winkels.
Het gebouw verving het door Holabird & Root ontworpen Otis Building dat op dezelfde plek stond. De originele gevel van het Otis Building bedekt nu de eerste vier verdiepingen van het gebouw.